# Michele Pennisi
Michele Pennisi (Licodia Eubea, 23 novembre 1946) è un arcivescovo cattolico italiano, dal 28 aprile 2022 arcivescovo emerito di Monreale.

## Biografia
Nasce a Licodia Eubea, in provincia di Catania e diocesi di Caltagirone, il 23 novembre 1946. È originario di Grammichele.
Fin da giovane partecipa attivamente al movimento Comunione e Liberazione.

### Formazione e ministero sacerdotale
Frequenta le scuole medie e il liceo presso il seminario di Caltagirone. Si trasferisce a Roma, dove è studente dell'Almo collegio Capranica; compie gli studi filosofici e teologici presso la Pontificia Università Gregoriana: ottiene la licenza in filosofia, nel 1968, e il dottorato in teologia, nel 1972.
Il 9 settembre 1972 è ordinato presbitero, a Grammichele, dal vescovo Carmelo Canzonieri.
Dopo l'ordinazione ricopre i seguenti incarichi:
- Vicario coadiutore della parrocchia matrice in Grammichele;
- Rettore del seminario vescovile di Caltagirone, dal 1985 al 1992;
- Rettore del santuario di Santa Maria maggiore del Piano di Grammichele;
- Membro del consiglio presbiterale e del consiglio pastorale diocesano;
- Vicario episcopale per la pastorale sociale e culturale della diocesi di Caltagirone, dal 1993 al 1997;
- Rettore della chiesa di Sant'Agnese in Agone a Roma;
- Presidente del centro socio-culturale "Solidarietà" di Grammichele;
- Presidente del comitato scientifico dell'Istituto di Sociologia "L. Sturzo" di Caltagirone;
- Vicepresidente dell'istituto per la ricerca e la documentazione "San Paolo" di Catania;
- Rettore dell'Almo collegio Capranica, dal 1997 al 2002;
- Canonico della basilica di Santa Maria Maggiore a Roma.

### Ministero episcopale
Il 12 aprile 2002 papa Giovanni Paolo II lo nomina vescovo di Piazza Armerina; succede a Vincenzo Cirrincione, deceduto il 12 febbraio precedente. Il 3 luglio 2002 riceve l'ordinazione episcopale, nella cattedrale di Piazza Armerina, dal cardinale Salvatore De Giorgi, co-consacranti il cardinale Salvatore Pappalardo e l'arcivescovo Paolo Romeo. Durante la stessa celebrazione prende possesso della diocesi.
L'8 febbraio 2013 papa Benedetto XVI lo nomina arcivescovo di Monreale; succede a Salvatore Di Cristina, dimessosi per raggiunti limiti di età. Il 26 aprile seguente prende possesso dell'arcidiocesi.
Nel marzo 2014 Don Carlos Gereda y de Borbón, marchese di Almazán, 49ª gran maestro dell'Ordine militare ed ospedaliero di San Lazzaro di Gerusalemme, previo assenso di Gregorio III Laham, patriarca di Antiochia dei melchiti e protettore spirituale dell'Ordine di San Lazzaro, lo nomina gran priore ecclesiastico dell'Ordine.
Il 21 settembre 2017 viene eletto vicepresidente della Conferenza episcopale siciliana.
Il 26 settembre 2019 viene nominato dalla Conferenza Episcopale Italiana assistente ecclesiastico della Confederazione nazionale delle confraternite delle diocesi d'Italia, ente eretto e vigilato dalla medesima Conferenza; succede a Mauro Parmeggiani, vescovo di Tivoli e di Palestrina.
Nella Conferenza episcopale siciliana è delegato per l'educazione cattolica, la scuola e l'università. È membro del Comitato scientifico delle Settimane dei cattolici Italiani, presidente della causa di canonizzazione di don Luigi Sturzo, priore di Sicilia del Sacro Militare Ordine costantiniano di San Giorgio (dal 2007) e cappellano maggiore del gran baliato di Sicilia dell'Ordine militare ed ospedaliero di San Lazzaro di Gerusalemme (dal 2019).
Nella Conferenza Episcopale Italiana è stato per un decennio segretario della Commissione episcopale per l'educazione cattolica, la scuola e l'università. È stato membro del Pontificio consiglio della giustizia e della pace e presidente dell'ABEI (Associazione Bibliotecari Ecclesiastici Italiani).
Il 28 aprile 2022 papa Francesco accoglie la sua rinuncia, presentata per raggiunti limiti di età, al governo pastorale dell'arcidiocesi di Monreale; gli succede Gualtiero Isacchi, del clero di Albano. Rimane amministratore apostolico fino all'ingresso del successore, avvenuto il 31 luglio seguente. Da arcivescovo emerito si ritira a Grammichele, suo paese natale.

#### Attività anti mafiosa
Si impegna attivamente per far assegnare a delle cooperative di detenuti ed ex-detenuti i terreni confiscati a mafiosi.
Nel febbraio 2008 gli viene assegnata la scorta, dopo aver ricevuto un volantino con minacce di morte dalla mafia gelese, per essersi rifiutato di celebrare in cattedrale il funerale del boss mafioso Daniele Emmanuello, ucciso il 3 dicembre 2007 in un conflitto a fuoco con la polizia.
Rende la diocesi di Piazza Armerina un motore antimafia. Partecipa in modo convinto per concretizzare il progetto di legalità sentito dal popolo di Gela come una urgenza prioritaria.
Nel 2013 vieta alle confraternite dell'arcidiocesi di Monreale di accogliere confrati che sono affiliati alla mafia o altri generi di attività malavitosa.

## Genealogia episcopale
La genealogia episcopale è:
- Cardinale Scipione Rebiba
- Cardinale Giulio Antonio Santori
- Cardinale Girolamo Bernerio, O.P.
- Arcivescovo Galeazzo Sanvitale
- Cardinale Ludovico Ludovisi
- Cardinale Luigi Caetani
- Cardinale Ulderico Carpegna
- Cardinale Paluzzo Paluzzi Altieri degli Albertoni
- Papa Benedetto XIII
- Papa Benedetto XIV
- Cardinale Enrico Enriquez
- Arcivescovo Manuel Quintano Bonifaz
- Cardinale Buenaventura Córdoba Espinosa de la Cerda
- Cardinale Giuseppe Maria Doria Pamphilj
- Papa Pio VIII
- Papa Pio IX
- Cardinale Gustav Adolf von Hohenlohe-Schillingsfürst
- Arcivescovo Salvatore Magnasco
- Cardinale Gaetano Alimonda
- Cardinale Agostino Richelmy
- Arcivescovo Angelo Bartolomasi
- Arcivescovo Ferdinando Bernardi
- Arcivescovo Francesco Minerva
- Cardinale Salvatore De Giorgi
- Arcivescovo Michele Pennisi

## Opere
- Michele Pennisi, Fede e impegno politico in Luigi Sturzo: l'influsso della concezione religiosa nella prima attività politico-sociale del prete di Caltagirone, Roma, Città Nuova, 1982
- Salvo Millesoli, Michele Pennisi (prefazione di), Don Sturzo: la carità politica, Milano, Edizioni Paoline, 2002, ISBN 8831523341
- Croce e impegno politico in Luigi Sturzo, in Aa.Vv., La Sapienza della Croce oggi, vol. III, LDC Torino-Leumann, 1976, 327-337
- Amore cristiano giustizia e lotta sociale nella concezione organica di Luigi Sturzo, in Aa.Vv., Il pensiero sociologico e politico di Luigi Sturzo nella sua concezione “organica”, Acipe Palermo, 1981, 291-299
- Fede impegno politico e partito di ispirazione cristiana in L. Sturzo, in Aa.Vv., Fede e politica oggi, Massimo Milano, 1983, 97-119
- Individuo e società: la soluzione liberale e la soluzione sturziana, in Individuo e società nel pensiero di Luigi Sturzo, Istituto Luigi Sturzo Roma, 1983, 69-86
- Fede e impegno politico in Luigi Sturzo, in "Sinaxis", 1(1984), 101-116
- Il P.P.I. a Caltagirone e nel Calatino, in "Sociologia" 21(1987), 329-339
- La lettera pastorale sul socialismo di mons. Giovanni Blandini, in Aa.Vv., Atti del Convegno di studio su mons. Giovanni Blandini, Noto, 1986, 43-58
- Don Luigi Sturzo e il problema Nord-Sud, in "La Chiesa nel tempo" (1987), 103-118
- La presenza sociale della Chiesa nel Mezzogiorno. Scuola di Dottrina sociale, Palermo, 1989, 1-12
- Amore e giustizia nell'impegno socio-politico di Luigi Sturzo, in Aa.Vv., Sermo sapientiae. Scritti in memoria di Reginaldo Cambareri O.P., Galatea Editrice, Acireale, 1990, 223-240
- Gioacchino Ventura e Luigi Sturzo, in Aa.Vv. Gioacchino Ventura L.S. Olschki editore Firenze, 1991
- Linguaggi sull'escatologia: il documento della Commissione Teologica Internazionale, in Aa Vv, Inizio e futuro del cosmo: linguaggi a confronto, Edizioni san Paolo, Cinisello Balsamo, 1999, 238-244
- Recepire il Concilio nella cultura del dialogo, in Centro Nazionale per il Progetto Culturale della CEI, A quarant'anni dal Concilio, EDB, Bologna, 2005, 159-161
- Gesù Cristo "socio" della Trinità, in AA.VV., L'utopia dell'Oasi Città Aperta, Città Aperta edizioni, Troina (EN), 2005, 23-36
- Don Luigi Sturzo: uomo dello Spirito, testimone della carità politica nel Novecento, Edizioni Rinnovamento nello Spirito Santo, Roma, 2005
- Politica e Morale nel pensiero di don Luigi Sturzo in AA.VV., L'opera di Luigi Sturzo nelle scienze sociali, Effata Editrice, Cantalupa (TO), 2006, 44-64
- Le scienze, i vari saperi e le domande ultime, in Centro Nazionale per il Progetto Culturale della CEI, La ragione e le scienze e il futuro delle civiltà, EDB, Bologna, 2008, 83-86
- La Chiesa e l'educazione della persona: considerazioni teologiche e prospettive pastorali, in Notiziario dell'Ufficio Nazionale per l'Educazione, la Scuola e l'Università, luglio 2009, CEI, 144-160
- ABEI: l'Associazione dei bibliotecari ecclesiastici italiani, in AA.VV., Babele Bibbia e Corano. Atti della Offsite Session Religious Libraries, 75º Congresso IFLA, Milano 23-27 agosto 2009, Roma, 2010, 220-234
- Prefazione a S. Latora, La vocazione universale alla santità in Mario e Luigi Sturzo, Libreria Editrice Vaticana, Città del Vaticano, 2010, 5-12
- Unità d'Italia, federalismo e questione meridionale come secondo risorgimento in Luigi Sturzo, in Centro Nazionale per il Progetto Culturale della CEI, Nei 150 anni dell'unità d'Italia. Tradizione e progetto, EDB, Bologna, 2011, 283-288
- Il contributo della Commissione Episcopale per l'Educazione cattolica, la scuola e l'università della CEI alla preparazione del documento "Educare alla vita buona del Vangelo", in 19(2011) 48, 15-25
- Don Luigi Sturzo ecologista e ambientalista, Centro Internazionale Studi Luigi Sturzo, Roma, 2012
- Dal fastidio all'accoglienza: una rivoluzione culturale, in AA.VV., Le periferie dell'umano, BUR, Milano, 2014, 139-143
- Ermete Realacci - Michele Pennisi, Scelte necessarie. Riflessioni e proposte a un anno dalla Laudato Si', Imprimatur, Reggio Emilia, 2016
- Capitale & Capitali. Dialoghi su mafie e corruzione in Italia, Edizioni santa Caterina, Pavia, 2016, 9-44
- Michele Pennisi - Gioacchino Lavanco (a cura di), La politica buona, Franco Angeli, Milano, 2016